# Teja Dambon
Teja Dambon (* 11. August 1971 in Iserlohn) ist ein ehemaliger deutscher Eishockeyspieler, der unter anderem für den Kölner EC in der Bundesliga sowie für die Kassel Huskies in der Deutschen Eishockey Liga (DEL) aktiv war.

## Karriere
Dambon begann seine aktive Karriere beim damaligen ECD Sauerland. Dort absolvierte er in der 2. Bundesliga zwei gute Spielzeiten und empfahl sich für ein Engagement bei den Kölner EC in der Bundesliga. Während der Saison 1992/93 wechselte er dann wieder eine Spielklasse tiefer zum EHC Essen-West. Nach zwei Jahren in Essen schloss er sich 1994 in der damals neu gegründeten Deutschen Eishockey Liga (DEL) den Kassel Huskies an. Dort bestätigte er seinen Ruf als unauffälliger Verteidiger und kassierte in 38 Spielen für Kassel lediglich 18 Strafminuten.
Nach einer Saison war Teja Dambon in den folgenden drei Jahren noch für den ERC Westfalen Dortmund, den Herner EV und den Iserlohner EC in der 1. Liga aktiv, bevor er seine Karriere im Jahr 1998 beendete. Zum Ende der Saison 1998/99 feierte er ein kurzes Comeback, als er dem Herner EV in der Relegation der Regionalliga aushalf.

## Karrierestatistik
(Legende zur Spielerstatistik: Sp oder GP = absolvierte Spiele; T oder G = erzielte Tore; V oder A = erzielte Assists; Pkt oder Pts = erzielte Scorerpunkte; SM oder PIM = erhaltene Strafminuten; +/− = Plus/Minus-Bilanz; PP = erzielte Überzahltore; SH = erzielte Unterzahltore; GW = erzielte Siegtore; 1 Play-downs/Relegation; Kursiv: Statistik nicht vollständig)